# Абакановское сельское поселение
Абакановское сельское поселение — сельское поселение в составе Череповецкого района Вологодской области.
Административный центр — село Абаканово.
Образовано 1 января 2006 года в соответствии с Федеральным законом № 131 «Об общих принципах организации местного самоуправления в Российской Федерации».
По данным переписи 2010 года население — 2906 человек.

## История
В 1999 году был утверждён список населённых пунктов Вологодской области. Согласно этому списку в Абакановский сельсовет входил 41 населённый пункт.
16 ноября 2000 года были зарегистрированы новые деревни Каменник, Никитино, Рогач, Ямышево. В тот же день была исключена из реестра деревня Братцево.
1 января 2006 года образовано Абакановское сельское поселение, в состав которого вошли:
- Абакановский сельсовет за исключением деревень Каменник и Рогач, перешедших в Нелазское сельское поселение;
- деревни Дора, Глухарево, Елтухово, Макутино, Среднее, Погорелка, Хлебаево Дмитриевского сельсовета[6].

## География
Расположено на северо-западе района. Граничит:
- на севере с Воскресенским сельским поселением,
- на востоке с Яргомжским и Малечкинским сельскими поселениями,
- на юге с Нелазским сельским поселением,
- на западе с Бойловским и Андроновским сельскими поселениями Кадуйского района.

По территории поселения протекают реки Ягорба, Нелаза, Шухтовка, Сорка.
Площадь поселения 350 км², протяжённость с севера на юг 35 км, с запада на восток 10 км. Административный центр село Абаканово находится на расстоянии 25 км от районного центра. Автобусное сообщение с Череповцом установлено из сёл Абаканово, Шухободь, Никольское, деревни Дора и других населённых пунктов, через которые проходит дорога областного значения. Общая протяжённость дорог на территории сельского поселения — 86,6 км, из них 31 км областного значения.

## Экономика
Два крупнейших предприятия ЗАО «Шухободское» и ООО «Октябрьское» занимаются молочным животноводством. Ремонтные мастерские этих предприятий производят ремонт тракторов, автомобилей и комбайнов. Одно предприятие занимается лесозаготовкой, одно — выпечкой хлеба и хлебобулочных изделий. Работают магазины продовольственных и промышленных товаров. В сёлах Абаканово, Покров, Шухободь, деревнях Аксеново и Дора действуют почтовые отделения, в Абаканово — 2 базовые станции сотовой связи. Работают 2 АТС.
На территории сельского поселения 2 средние школы, 2 детских сада, 2 дома культуры, 2 библиотеки (в сёлах Абаканово и Шухободь), фельдшерско-акушерские пункты расположены в Доре, Абаканово и Шухободи.
На территории поселения расположен 10-километровый участок магистрального газопровода Грязовец — Санкт-Петербург, от которого отведено 20 км местных газовых сетей. Работает газораспределительный пункт, 1500 потребительских квартирных газовых точек. На территории сельского поселения 1611 жилых зданий. В Абаканово и Шухободи работают газовые котельные, обеспечивающие центральное отопление 73 домов, остальные жилые дома отапливаются печами. К центральному водопроводу подключено 77 домов, артезианских скважин на территории поселения 5, колодцев 180. В Абаканово и Шухободи работают канализационные сооружения сточных вод.

## Населённые пункты
В состав сельского поселения входят 49 населённых пунктов, в том числе
44 деревни,
5 сёл.
Крупнейшие из них: село Шухободь (1435 жителей), село Абаканово (718 жителей), деревня Дора (85 жителей), деревня Алексино (72 жителя), село Никольское (39 жителей), село Покров (35 жителей), деревня Слабеево (27 жителей).
| Населённый пункт   | ОКАТО          | Рег. номер | Расстояние до районного центра, км | Расстояние до центра поселения, км | Индекс | Координаты                      |
| ------------------ | -------------- | ---------- | ---------------------------------- | ---------------------------------- | ------ | ------------------------------- |
| село Абаканово     | 19 256 804 001 | 7344       | 43                                 | —                                  | 162682 | 59°17′13″ с. ш. 37°39′34″ в. д. |
| деревня Аксеново   | 19 256 804 002 | 7345       | 38                                 | 6                                  | 162682 | 59°14′50″ с. ш. 37°41′53″ в. д. |
| деревня Алексино   | 19 256 804 003 | 7346       | 46                                 | 3                                  | 162682 | 59°17′01″ с. ш. 37°40′26″ в. д. |
| деревня Анашкино   | 19 256 804 004 | 7347       | 49                                 | 6                                  | 162682 | 59°20′12″ с. ш. 37°38′26″ в. д. |
| деревня Ботило     | 19 256 804 005 | 7349       | 32                                 | 10                                 | 162682 | 59°13′39″ с. ш. 37°43′37″ в. д. |
| деревня Волково    | 19 256 804 007 | 7350       | 40                                 | 5                                  | 162682 | 59°13′38″ с. ш. 37°39′00″ в. д. |
| деревня Ганино     | 19 256 804 008 | 7351       | 34                                 | 9                                  | 162682 | 59°14′09″ с. ш. 37°42′02″ в. д. |
| деревня Глухарево  | 19 256 836 011 | 7472       | 50                                 |                                    | 162686 | 59°22′12″ с. ш. 37°31′35″ в. д. |
| деревня Демьянка   | 19 256 804 009 | 7352       | 49                                 | 6                                  | 162682 | 59°19′44″ с. ш. 37°42′14″ в. д. |
| деревня Дора       | 19 256 836 012 | 7477       | 55                                 |                                    | 162686 | 59°24′59″ с. ш. 37°27′25″ в. д. |
| деревня Елтухово   | 19 256 836 015 | 7479       | 58                                 |                                    | 162686 | 59°24′23″ с. ш. 37°25′18″ в. д. |
| деревня Еремеево   | 19 256 804 010 | 7353       | 41                                 | 3                                  | 162682 | 59°15′16″ с. ш. 37°39′13″ в. д. |
| деревня Ждановская | 19 256 804 011 | 7354       | 51                                 | 9                                  | 162682 | 59°19′49″ с. ш. 37°34′51″ в. д. |
| деревня Заручевье  | 19 256 804 012 | 7355       | 45                                 | 2                                  | 162682 | 59°17′56″ с. ш. 37°40′37″ в. д. |
| деревня Казимир    | 19 256 804 013 | 7356       | 37                                 | 7                                  | 162682 | 59°16′25″ с. ш. 37°44′09″ в. д. |
| деревня Климовская | 19 256 804 014 | 7357       | 56                                 | 13                                 | 162682 | 59°19′14″ с. ш. 37°31′51″ в. д. |
| деревня Кораблево  | 19 256 804 015 | 7358       | 33                                 | 10                                 | 162682 | 59°14′19″ с. ш. 37°43′51″ в. д. |
| деревня Кроминская | 19 256 804 016 | 7359       | 41                                 | 2                                  | 162682 | 59°16′03″ с. ш. 37°39′39″ в. д. |
| деревня Куксино    | 19 256 804 017 | 7360       | 51                                 | 8                                  | 162682 | 59°19′16″ с. ш. 37°47′29″ в. д. |
| деревня Курцево    | 19 256 804 018 | 7361       | 37                                 | 7                                  | 162682 | 59°15′12″ с. ш. 37°42′28″ в. д. |
| деревня Ладыгино   | 19 256 804 019 | 7362       | 36                                 | 8                                  | 162682 | 59°14′28″ с. ш. 37°42′48″ в. д. |
| деревня Лединино   | 19 256 804 020 | 7363       | 38                                 | 8                                  | 162682 | 59°14′27″ с. ш. 37°37′44″ в. д. |
| деревня Макутино   | 19 256 836 027 | 7491       | 70                                 |                                    | 162686 | 59°25′57″ с. ш. 37°25′33″ в. д. |
| деревня Михайлово  | 19 256 804 021 | 7364       | 40                                 | 3                                  | 162682 | 59°15′30″ с. ш. 37°39′58″ в. д. |
| деревня Мусора     | 19 256 804 022 | 7365       | 45                                 | 2                                  | 162682 | 59°17′12″ с. ш. 37°38′03″ в. д. |
| деревня Никиткино  | 19 256 804 043 | 8278       |                                    |                                    | 162682 | 59°17′20″ с. ш. 37°34′32″ в. д. |
| село Никольское    | 19 256 804 023 | 7366       | 53                                 | 10                                 | 162682 | 59°20′49″ с. ш. 37°33′07″ в. д. |
| деревня Новишки    | 19 256 804 024 | 7367       | 47                                 | 4                                  | 162682 | 59°18′57″ с. ш. 37°39′49″ в. д. |
| деревня Осеевская  | 19 256 804 025 | 7368       | 49                                 | 6                                  | 162682 | 59°19′37″ с. ш. 37°43′56″ в. д. |
| деревня Панфилка   | 19 256 804 026 | 7369       | 51                                 | 8                                  | 162682 | 59°19′42″ с. ш. 37°40′51″ в. д. |
| деревня Погорелка  | 19 256 804 027 | 7370       | 40                                 | 5                                  | 162686 | 59°16′38″ с. ш. 37°41′17″ в. д. |
| деревня Погорелка  | 19 256 836 033 | 7498       | 60                                 |                                    | 162686 | 59°24′04″ с. ш. 37°28′47″ в. д. |
| село Покров        | 19 256 804 028 | 7371       | 50                                 | 7                                  | 162682 | 59°20′14″ с. ш. 37°35′45″ в. д. |
| деревня Ружбово    | 19 256 804 029 | 7372       | 52                                 | 9                                  | 162682 | 59°19′17″ с. ш. 37°35′20″ в. д. |
| деревня Сандалово  | 19 256 804 030 | 7373       | 41                                 | 6                                  | 162682 | 59°14′08″ с. ш. 37°39′00″ в. д. |
| село Селище        | 19 256 804 031 | 7374       | 40                                 | 2                                  | 162682 | 59°16′34″ с. ш. 37°38′36″ в. д. |
| деревня Слабеево   | 19 256 804 032 | 7375       | 38                                 | 5                                  | 162682 | 59°14′57″ с. ш. 37°40′15″ в. д. |
| деревня Среднее    | 19 256 836 037 | 7503       | 72                                 |                                    | 162686 | 59°26′21″ с. ш. 37°26′21″ в. д. |
| деревня Ступино    | 19 256 804 033 | 7376       | 51                                 | 9                                  | 162682 | 59°19′56″ с. ш. 37°46′42″ в. д. |
| деревня Сумино     | 19 256 804 034 | 7377       | 49                                 | 6                                  | 162682 | 59°19′39″ с. ш. 37°36′41″ в. д. |
| деревня Тарасово   | 19 256 804 035 | 7378       | 45                                 | 2                                  | 162682 | 59°18′19″ с. ш. 37°40′11″ в. д. |
| деревня Трушнево   | 19 256 804 036 | 7379       | 40                                 | 6                                  | 162682 | 59°15′53″ с. ш. 37°42′01″ в. д. |
| деревня Харинская  | 19 256 804 037 | 7380       | 41                                 | 5                                  | 162682 | 59°15′12″ с. ш. 37°37′30″ в. д. |
| деревня Хлебаево   | 19 256 836 042 | 7508       | 69                                 |                                    | 162686 | 59°24′58″ с. ш. 37°32′38″ в. д. |
| деревня Хуторок    | 19 256 804 038 | 7381       | 36                                 | 7                                  | 162682 | 59°16′57″ с. ш. 37°46′07″ в. д. |
| деревня Шуклино    | 19 256 804 039 | 7382       | 54                                 | 11                                 | 162682 | 59°19′35″ с. ш. 37°32′16″ в. д. |
| село Шухободь      | 19 256 804 040 | 7383       | 33                                 | 10                                 | 162682 | 59°13′48″ с. ш. 37°42′47″ в. д. |
| деревня Ямышево    | 19 256 804 045 | 8280       |                                    |                                    | 162682 |                                 |
| деревня Ярцево     | 19 256 804 041 | 7384       | 56                                 | 13                                 | 162682 | 59°20′43″ с. ш. 37°31′00″ в. д. |

Упразднённые населённые пункты:
| Населённый пункт | ОКАТО          | Рег. номер | Расстояние до районного центра, км | Расстояние до центра поселения, км | Комментарий           |
| ---------------- | -------------- | ---------- | ---------------------------------- | ---------------------------------- | --------------------- |
| деревня Братцево | 19 256 804 006 | 7348       | 58                                 | 15                                 | Упразднена 16.11.2000 |